# District d'Ajka
Le district d'Ajka (en hongrois : Ajkai járás) est un des 10 districts du comitat de Veszprém en Hongrie. Il compte 39 154 habitants et rassemble 11 localités : 10 communes et une seule villes, Ajka, son chef-lieu.

## Localités
- Ajka
- Csehbánya
- Farkasgyepű
- Halimba
- Kislőd
- Magyarpolány
- Nyirád
- Öcs
- Szőc
- Úrkút
- Városlőd